# Czerników (Ukraina)
Czerników (ukr. Чорників) – wieś na Ukrainie, w obwodzie wołyńskim, w rejonie włodzimierskim.
Pod koniec XIX w. wieś w powiecie włodzimierskim, w gminie Chotiaczów.